# Whareorino Conservation Area
Das Whareorino Conservation Area ist ein unter Naturschutz stehendes Gebiet in der Region Waikato auf der Nordinsel von Neuseeland. Das Gebiet untersteht dem Department of Conservation.

## Geographie
Das Whareorino Conservation Area besteht aus einem zusammenhängenden Gebiet an der Westküste der Nordinsel, nördlich des New Zealand State Highway 3, in den bis zu 806 m hohen Herangi Range, die sich knapp 10 km von der Küste entfernt in Nord-Süd-Richtung ausdehnt. Das Schutzgebiet erstreckt sich in gleicher Richtung über eine Länge von 26,5 km und misst an seiner breitesten Stelle über 14,5 km in Ost-West-Richtung. Die wichtigsten Flüsse, die durch das Schutzgebiet fließen, sind der Waikawau River und der Manganui River im westlichen Teil und der Awakino River im Südwesten der Herangi Range.
Zugänge zu dem Gebiet sind über Wanderwege von Westen aus über Waikawau und etwas weiter nördlich von der Straße aus zwischen Waikawau und Moeatoa, von Norden über etwas westlich von Pomarangai, von Osten über Haku und von Süden über Mahoenui und einer mehr als 10 km langen Zufahrtsstraße entlang des Awakino River aus möglich.